# Margarida Elisabet de Leiningen-Westerburg
Margarida Elisabet de Leiningen-Westerburg (en alemany Margarete Elisabeth von Leiningen-Westerburg) va néixer a Schadeck (Alemany) el 30 de juny de 1604 i va morir a Wiesenburg el 13 d'agost de 1667. Era una noble alemanya, filla del comte Cristòfol de Leiningen (1575-1635) i d'Anna Maria Ungnad de Weissenwolf (1580-1606).

## Matrimoni i fills
El 10 d'agost de 1622 es va casar a Butzbach amb Frederic I de Hessen-Homburg (1585-1638), fill de Jordi I de Hessen-Darmstadt (1547-1596) i de Magdalena de Lippe (1552-1587). El matrimoni va tenir els següents fills:
- Lluís Felip (1623-1643).
- Jordi nascut i mort el 1624.
- Guillem Cristòfol (1625-1681), casat primer amb la princesa Sofia Elionor de Hessen-Darmstadt (1634-1663) i després amb la princesa Anna Elisabet de Saxònia-Lauenburg (1624-1688).
- Jordi Cristià (1626-1677), casat amb Anna Caterina de Pogwisch (1633-1694).
- Anna Margarida (1629-1686), casada amb Felip Lluís de Schleswig-Holstein-Sonderburg-Wiesenburg (1620-1689).
- Frederic II (1633-1708), casat primer amb Margarida Brahe (1603-1669), després amb Lluïsa Elisabet de Kurland (1646-1690), i finalment Sofia Sibil·la de Leiningen-Westerburg (1656-1724).